# Josef Moc
Josef Moc (22. ledna 1908 Dalovice – 3. července 1999) byl československý basketbalista, účastník olympijských her 1936 a bronzový medailista z Mistrovství Evropy 1935. Později byl ředitelem Ředitelství dálnic Praha.
Na reálce v Mladé Boleslavi jeho sportem byla atletika. Při studiu na pražské technice závodil za klub VS Praha (Vysokoškolský sport Praha) a začal hrát basketbal za YMCA Praha, s níž byl čtyřikrát mistrem Československa (1933-1936).
Československo reprezentoval na prvním Mistrovství Evropy v basketbale 1935 v Ženevě a získal bronzovou medaili za 3. místo. Svůj nejlepší zápas odehrál proti Švýcarsku v boji o 3. místo (25:23). Za Československo hrál na Olympijských hrách 1936 v Berlíně. Za reprezentační družstvo Československa v letech 1933-1937 hrál celkem 14 zápasů. 
V letech 1936–1966 byl členem atletického ústředí, byl také místopředsedou a předsedou Československé amatérské atletické unie (ČsAAU) a předsedou disciplinární komise.
Po studiích působil v Turnově, odkud se vrátil do Prahy na ministerstvo dopravy. V letech 1967–1970 byl ředitelem Ředitelství dálnic Praha. Podílel se také na řadě projektů sportovních hřišť a stadionů. S dalšími autory napsal publikaci Hřiště a stadiony (1959).

## Sportovní kariéra
Hráč klubů
- 1929-1932 VS Praha (Vysokoškolský sport Praha)
- 1932-1936 YMCA Praha - 4x mistr Československa (1933 - 1936)

Československo
- Olympijských hrách 1936 Berlín (1 zápas) 3. kolo, 9. místo
- Mistrovství Evropy 1935 Ženeva (3. místo)

## Dílo
- Jiří Matoušek, Josef Moc, František Pávek : Hřiště a stadióny : Navrhování, stavba a udržování, Praha : Státní technické nakladatelství: 1959, 1. vyd., 131 s.